# Thermolisation
La thermolisation est un traitement thermique du vin utilisé pour obtenir sa stabilisation microbiologique. Cette technique traditionnelle d’embouteillage à chaud est de plus en plus abandonnée en raison de son incidence négative sur la qualité. La flash pasteurisation, ou thermoflash est la technique qui lui a aujourd'hui succédé.